# Jean van Win
Œuvres principales
- Un roi franc-maçon: Léopold 1er de Belgique (2006)
- Bruxelles maçonnique, faux mystères et vrais symboles (2008)
- Contre Guénon (2010)
- Sade. Philosophe et pseudo-franc-maçon? (2011)
- Le sang des francs-maçons de Valmy à Waterloo (2014)

Jean van Win, né le 1er avril 1935 à Bruxelles, est un écrivain et traducteur belge. Spécialisé en musicologie et maçonnologie, il est l'auteur de plusieurs ouvrages autour de la franc-maçonnerie, qui étudient entre autres l'appartenance de personnages historiques, tels Voltaire et le  marquis de Sade, à la société initiatique.

## Biographie
Jean van Win est né en 1935 à Bruxelles d’une lignée de cinq générations de Bruxellois. Il a fait ses humanités gréco-latines chez les Jésuites et à l’athénée Adolphe Max, suivies d’études de philosophie et lettres préparatoires au droit, puis de marketing et d’études des marchés. Il a collaboré comme associé actif à divers consortiums internationaux dans la photographie, la numismatique moderne et la production et distribution d’enregistrements de musique classique[réf. nécessaire].
Depuis sa retraite, il consacre son temps à l’écriture et à la critique historique. Il a écrit de nombreux articles pour la revue Acta Macionica et pour Les cahiers Villard de Honnecourt.
Il est l’auteur d’articles, de conférences, et participe à des émissions de radio et de télévision, notamment sur Mozart. 
Il est spécialisé dans le XVIIIe siècle et ses sociétés de pensée, plus particulièrement dans les rituels maçonniques de cette époque et dans sa musicologie. 
Franc-maçon, initié  en 1961 dans la loge « Les Vrais Amis de l’union et du progrès réunis » du Grand Orient de Belgique,  il a été vénérable maître de la loge de recherche Ars Macionica n°30, de la Grande Loge régulière de Belgique, à Bruxelles, « très Sage » du chapitre français Le Prince de Ligne, à Bruxelles, et souverain grand inspecteur général du Suprême Conseil mixte du  Rite moderne français pour la Belgique. Il est membre de la Grande Loge traditionnelle et symbolique Opéra, où il est membre de la Loge bruxelloise La Concorde N. 195, qui travaille au Rite Français Traditionnel .

## Parcours littéraire
Dans son livre Bruxelles maçonnique, faux mystères et vrais symboles, il s’ingénie à démystifier ce qu’il nomme des « légendes imaginaires et naïves » sur le prétendu urbanisme d’inspiration maçonnique ou alchimique de la ville de Bruxelles, et s’en prend aux ouvrages de Paul de Saint-Hilaire et d’Adolphe Cordier, dont il ne partage pas la vision ésotérique de la Belgique du XVIIIe siècle. En 2022, Joël Goffin prend le contre-pied de son analyse du Parc royal de Bruxelles dans son ouvrage Le Quartier royal : un chef-d'œuvre maçonnique.
Ensuite, dans Léopold Ier, le roi franc-maçon, il s’attaque à l’appartenance du roi Léopold Ier de Belgique à la franc-maçonnerie. Il affirme que le prince Léopold ne fut jamais que membre d’honneur, en 1813,  d’une loge suisse appartenant alors au Grand Orient de France, que le roi Léopold ne mit jamais les pieds dans aucune loge maçonnique au monde, et qu’il ne fut jamais le Chevalier Kadosch, ce qu’une célèbre statue « politique » voudrait faire passer pour une réalité.
Dans son étude Contre Guénon,  il critique René Guénon et son œuvre au nom de l’adogmatisme philosophique et de la philosophie des Lumières, mais surtout en raison de ses amitiés avec  Julius Evola qu'il qualifie de suspectes et en estimant que Guenon fit grand tort à la maçonnerie de tradition.
Son livre Sade, philosophe et pseudo franc-maçon, lui donne l'occasion d'exposer au travers de son analyse personnelle,  la non appartenance à la franc-maçonnerie du célèbre philosophe athée et libertin, sur la base des rituels maçonniques de l’époque et en procédant à une analyse du seul document considéré par de nombreux historiens comme la preuve de l’appartenance maçonnique indéniable de Sade.
Il s'intéresse ensuite dans Voltaire et la franc-maçonnerie sous l’éclairage des rituels du temps à ce grand philosophe critique, où il tente  de démontrer par une analyse personnelle que Voltaire fut un adversaire constant de la maçonnerie et qu’il y fut poussé, cinquante-cinq jours à peine avant sa mort, par une vanité mondaine.
Dans son autre ouvrage Le sang des francs-maçons. De Valmy à Waterloo il se détourne délibérément de « la gloire » de Napoléon et évoque l'appartenance à la franc-maçonnerie de nombreux militaires et le recours universel au « Signe Secret de Détresse maçonnique », pratiqué par des adversaires, et non par des ennemis. 
Dans le domaine de la maçonnologie, il a participé à la rédaction d'un article dans  Le Rit Primordial de France dit Rite français ou Moderne d'Hervé Vigier, où il analyse l'histoire du chapitre néerlandais De Roos et il étudie la question de la transmission des Ordres de Sagesse du Rite Français moderne. 
Il s'est aussi mis à l'écriture romanesque et dans son premier roman La Loge secrète de Charles de Lorraine, il aligne des récits dont l’espace recouvre toute l’Europe au cours des trois derniers siècles. Les francs-maçons œuvrent au progrès moral de l’humanité et, avec discrétion, réalisent l’utopie.

## Publications

### Ouvrages

#### Œuvres historiques
- La Renaissance du Rite Français traditionnel, présenté par Hervé Vigier (collaboration), Paris, Ed. Télètes, 2002.
- Un roi franc-maçon: Léopold 1er de Belgique, Marcinelle, Ed. Cortext, 2006  (ISBN 9782804024581).
- Bruxelles maçonnique, faux mystères et vrais symboles, Marcinelle, Ed. Cortext, 2008  (ISBN 9782874300479). (Nouv. éd. revue et augmentée Bruxelles, Ed. Télélivre, 2012  (ISBN 9782930331096)).
- Contre Guénon!, préface de Charles Porset, Paris, Edimaf, collection Encyclopédie maçonnique, 2009, nouv. éd. Éditions de La Hutte, 2010  (ISBN 2916123407).
- Sade. Philosophe et pseudo-franc-maçon ?, Éditions de La Hutte, 2011  (ISBN 2916123423)[16].
- Voltaire et la franc-maçonnerie sous l’éclairage des rituels du temps, Paris, Ed. Télètes, 2012  (ISBN 9782906031753).
- Préface à:  Hervé Vigier, Le Rite français. Tome 3, La lettre et l'esprit de la synthèse des grades symboliques apprenti, compagnon, maître maçon, Paris, Ed. Télètes, 2013  (ISBN 9782906031807).
- Le sang des francs-maçons. De Valmy à Waterloo, préface de Roger Dachez, Bruxelles, Ed. Racine, 2014  (ISBN 9782873869083)[17].
- Hervé Vigier, Jean van Win, Jean-Pierre Duhal et Hervé Bodez, Le Rit primordial de France : dit Rite français ou moderne, Paris, Ed. Téletès, 2014, 216 p. (ISBN 978-2-906031-96-8).
- Postface à: Hervé Vigier, Le Rite Français, tome IV, Les Grades de Sagesse du Rit Primordial de France du Maître à l'Elu, Paris, Ed. Téletès, 2017, 130 p. (ISBN 978-2-37019-018-5, EAN 9782370190185).

#### Œuvre romanesque
- La Loge secrète de Charles de Lorraine, (roman) postface par Arnaud de la Croix, Éd. Télélivres, 2019[18].

### Articles
Dans la revue Acta Macionica (Bruxelles):
- L'agonie des Hauts Grades du Rite Français en Belgique, 1996.
- La musique dite Maçonnique, 1997.
- Réflexions sur la houppe dentellée, 1999.
- Un rituel inédit de langue française daté de 1758, 2000.
- Le rituel de réception au grade d'apprenti de Mozart, 2001.
- Le Docteur Gachet et Vincent van Gogh, 2002.
- Le Très Illustre frère Léopold de Saxe-Cobourg, 1er roi des Belges, 2003.
- La Lumière, 2004.
- Les prières dans la franc-maçonnerie d'esprit français au XVIIIe siècle, 2005.
- La notion de Bienfaisance au Rite Écossais Rectifié, 2006.

Dans la revue Les Cahiers de Villard de Honnecourt (Paris):
- Les réformes spirituelles du Rite Écossais Rectifié, n° 57, 2004.
- Le rituel de réception de Mozart, n° 62, 2006.
- La houppe dentellée, cordelière à floches, décor ou symboles?, n° 67, 2008.
- La Chute originelle selon Martinès de Pasqually, une forme de gnose maçonnique, n° 81, 2011.
- Mais qui est le Grand Architecte ?, n°90, 2014.
- Le Signe de Détresse maçonnique, (le sang des francs-maçons durant les guerres de Napoléon), n°91, 2014.
- Ordre, Fraternité, Démocratie et Hiérarchie, n°106, 2018.
- Les prières dans la franc-maçonnerie d’esprit français au XVIIIe siècle, n°109, 2018-2019.

Dans la revue Joaben (Paris):
- Rite Moderne belge, Rite Moderne français: je t'aime, moi non plus, 2009.

Dans la revue Tradition(s), Revue des Ordres de Sagesse du Grand chapitre général Opéra:
- La correspondance entre René Guilly et Jean van Win, mai 2024, N. Hors Série.